# Le Lioran

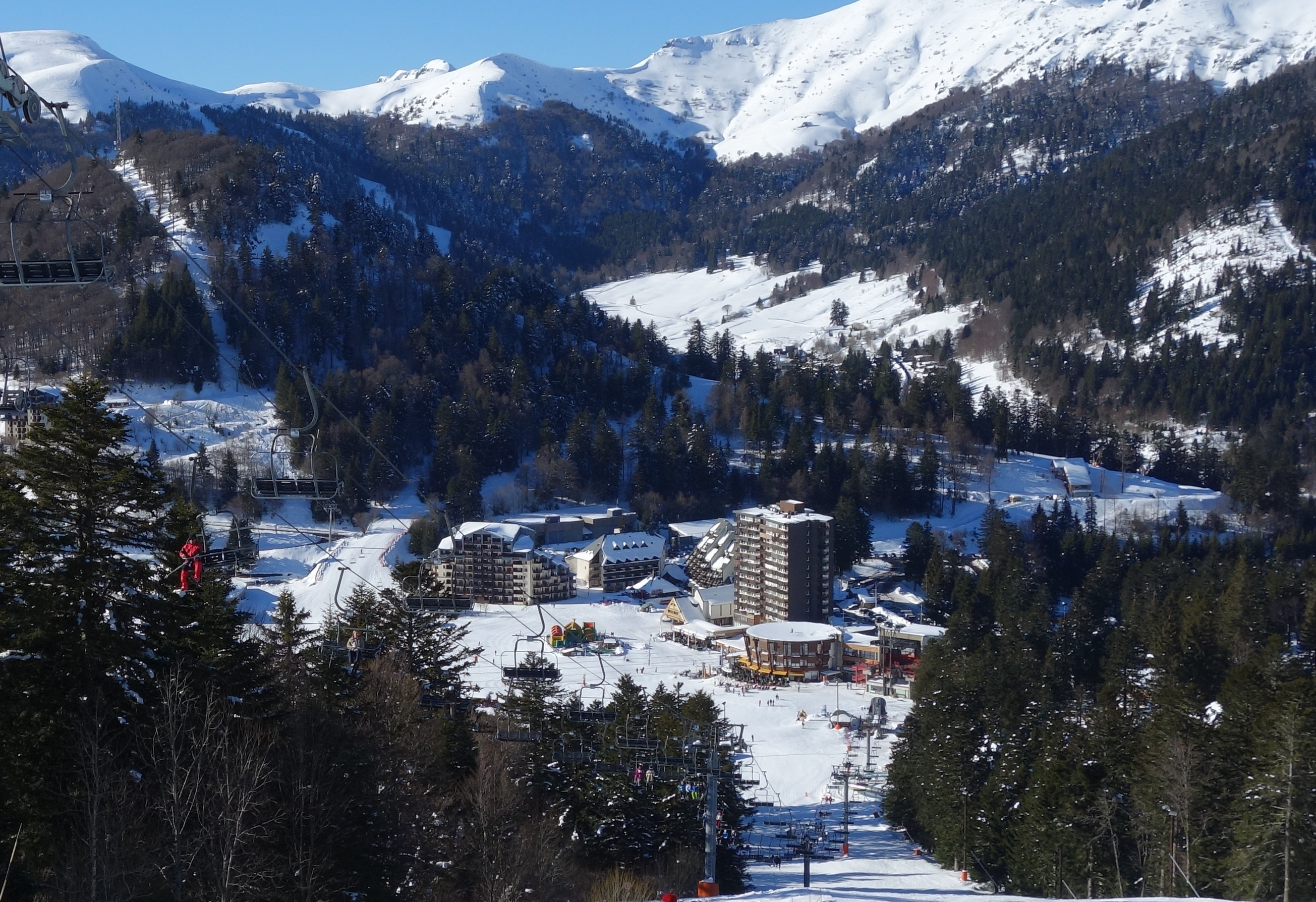

Le Lioran è una stazione sciistica francese che si trova nei Monts du Cantal, Massiccio Centrale, nel comune di Laveissière. Attrezzata con 45 piste di sci alpino, 90 km di piste di sci di fondo e 19 impianti di risalita, sorge a 1238 m s.l.m..